# UEFA Champions League 2016–17
UEFA Champions League 2016–17 là mùa giải thứ 62 của giải đấu bóng đá các câu lạc bộ hàng đầu châu Âu được tổ chức bởi UEFA, và là mùa thứ 25 kể từ khi nó được đổi tên từ Cúp C1 châu Âu thành UEFA Champions League.
Trận chung kết UEFA Champions League 2017 được diễn ra ở Sân vận động Thiên niên kỷ, Cardiff, xứ Wales. Real Madrid, đội đương kim vô địch, đánh bại Juventus với tỉ số 4-1 để giành chức vô địch thứ 12 và trở thành đội bóng đầu tiên bảo vệ thành công chức vô địch trong kỉ nguyên Champions League.
Với tư cách nhà vô địch, Real Madrid giành quyền tham dự Giải vô địch bóng đá thế giới các câu lạc bộ 2017 ở Các Tiểu vương quốc Ả Rập Thống nhất với tư cách là đại diện của UEFA, và cũng giành quyền thi đấu với đội vô địch UEFA Europa League 2016-17 (Manchester United) ở Siêu cúp châu Âu 2017.

## Phân bố đội của các hiệp hội
Tổng cộng có 78 đội từ 53 trong số 55 hiệp hội thành viên UEFA tham dự UEFA Champions League 2016–17 (ngoại trừ Liechtenstein, do không tổ chức giải quốc nội và Kosovo khi quyền tham dự của họ không được chấp nhận trong lần đầu với tư cách là thành viên UEFA). Xếp hạng hiệp hội dựa trên hệ số quốc gia UEFA được dùng để xác định số đội tham dự cho mỗi hiệp hội:
- Các hiệp hội từ 1-3 có 4 đội tham dự.
- Các hiệp hội từ 4-6 có 3 đội tham dự.
- Các hiệp hội từ 7-15 có 2 đội tham dự.
- Các hiệp hội từ 16-54 (trừ Liechtenstein) có 1 đội tham dự.
- Nhà vô địch UEFA Champions League 2015-16 và UEFA Europa League 2015-16 đều được nhận 1 suất bổ sung nếu họ không lọt vào UEFA Champions League 2016–17 thông qua giải quốc nội. Bởi vì 1 hiệp hội chỉ được phép 5 đội bóng tham dự Champions League, nếu cả hai nhà đương kim vô địch Champions League và Europa League đều cùng thuộc 1 hiệp hội nằm trong top 3 bảng xếp hạng và kết thúc ở vị trí bên ngoài top 4 ở giải quốc nội của họ, thì đội đứng thứ tư ở hiệp hội của họ chuyển sang tham dự Europa League.[4] Đối với mùa giải này:
  - Nhà vô địch UEFA Champions League 2015-16, Real Madrid đã lọt vào giải đấu thông qua giải quốc nội, nên suất bổ sung cho đương kim vô địch Champions League là không cần thiết.
  - Nhà vô địch UEFA Europa League 2015-16, Sevilla không lọt vào giải đấu thông qua giải quốc nội, nên suất bổ sung cho đương kim vô địch Europa League là cần thiết.

### Xếp hạng hiệp hội
Đối với UEFA Champions League 2016–17, các hiệp hội được phân bố dựa trên hệ số quốc gia UEFA năm 2015, tính đến thành tích của họ tại các giải đấu ở châu Âu từ mùa giải 2010-11 đến 2014-15.
Ngoài việc phân bố số lượng đội dựa trên hệ số quốc gia, các hiệp hội có thể có thêm đội tham dự Champions League, như được ghi chú dưới đây:
- (EL) – Suất bổ sung cho đội đương kim vô địch Europa League

| XH | Hiệp hội     | Hệ số  | Số đội | Ghi chú |
| -- | ------------ | ------ | ------ | ------- |
| 1  | Tây Ban Nha  | 99.999 | 4      | +1(EL)  |
| 2  | Anh          | 80.391 | 4      |         |
| 3  | Đức          | 79.415 | 4      |         |
| 4  | Ý            | 70.510 | 3      |         |
| 5  | Bồ Đào Nha   | 61.382 | 3      |         |
| 6  | Pháp         | 52.416 | 3      |         |
| 7  | Nga          | 50.498 | 2      |         |
| 8  | Ukraina      | 45.166 | 2      |         |
| 9  | Hà Lan       | 40.979 | 2      |         |
| 10 | Bỉ           | 37.200 | 2      |         |
| 11 | Thuỵ Sĩ      | 34.375 | 2      |         |
| 12 | Thổ Nhi Kỳ   | 32.600 | 2      |         |
| 13 | Hy Lạp       | 31.900 | 2      |         |
| 14 | Cộng hòa Séc | 29.125 | 2      |         |
| 15 | Romania      | 26.299 | 2      |         |
| 16 | Áo           | 25.675 | 1      |         |
| 17 | Croatia      | 23.500 | 1      |         |
| 18 | Síp          | 22.300 | 1      |         |
| 19 | Ba Lan       | 21.500 | 1      |         |

| XH | Hiệp hội              | Hệ số  | Số đội | Ghi chú |
| -- | --------------------- | ------ | ------ | ------- |
| 20 | Israel                | 21.000 | 1      |         |
| 21 | Belarus               | 20.750 | 1      |         |
| 22 | Đan Mạch              | 19.800 | 1      |         |
| 23 | Scotland              | 17.900 | 1      |         |
| 24 | Thụy Điển             | 17.725 | 1      |         |
| 25 | Bulgaria              | 16.750 | 1      |         |
| 26 | Na Uy                 | 14.375 | 1      |         |
| 27 | Serbia                | 13.875 | 1      |         |
| 28 | Slovenia              | 13.625 | 1      |         |
| 29 | Azerbaijan            | 12.500 | 1      |         |
| 30 | Slovakia              | 11.250 | 1      |         |
| 31 | Hungary               | 11.000 | 1      |         |
| 32 | Kazakhstan            | 10.375 | 1      |         |
| 33 | Moldova               | 10.000 | 1      |         |
| 34 | Gruzia                | 9.375  | 1      |         |
| 35 | Phần Lan              | 8.200  | 1      |         |
| 36 | Iceland               | 8.000  | 1      |         |
| 37 | Bosnia và Herzegovina | 7.500  | 1      |         |

| XH | Hiệp hội         | Hệ số | Số đội | Ghi chú                        |
| -- | ---------------- | ----- | ------ | ------------------------------ |
| 38 | Liechtenstein    | 6.000 | 0      | Không có giải vô địch quốc gia |
| 39 | Macedonia        | 5.875 | 1      |                                |
| 40 | Cộng hòa Ireland | 5.750 | 1      |                                |
| 41 | Montenegro       | 5.625 | 1      |                                |
| 42 | Albania          | 5.375 | 1      |                                |
| 43 | Luxembourg       | 5.125 | 1      |                                |
| 44 | Bắc Ireland      | 4.875 | 1      |                                |
| 45 | Litva            | 4.500 | 1      |                                |
| 46 | Latvia           | 4.250 | 1      |                                |
| 47 | Malta            | 4.208 | 1      |                                |
| 48 | Estonia          | 3.500 | 1      |                                |
| 49 | Quần đảo Faroe   | 3.500 | 1      |                                |
| 50 | Wales            | 2.875 | 1      |                                |
| 51 | Armenia          | 2.750 | 1      |                                |
| 52 | Andorra          | 0.833 | 1      |                                |
| 53 | San Marino       | 0.499 | 1      |                                |
| 54 | Gibraltar        | 0.250 | 1      |                                |
| 55 | Kosovo[Note KOS] | 0.000 | 0      |                                |

Ghi chú
1. ^ Kosovo (KOS): Kosovo trở thành thành viên UEFA vào ngày 3 tháng 5 năm 2016.[7] UEFA quyết định rằng nhà vô địch giải quốc nội của họ có thể tham dự UEFA Champions League 2016-17 chỉ khi họ đáp ứng đủ tiêu chí giấy phép theo điều lệ số 15 của Điều lệ giấy phép câu lạc bộ và công bằng tài chính của UEFA, được xác nhận theo sau ý kiến đánh giá được đưa ra bởi Ban quản trị UEFA trong vòng hạn chót vào ngày 31 tháng 5 năm 2016.[8] Tuy nhiên, suất tham dự của Kosovo, Feronikeli (đội bóng vô địch Football Superleague of Kosovo 2015-16), bị từ chối bởi UEFA vào tháng 6 do câu lạc bộ không đáp ứng đủ các yêu cầu về giấy phép,  không thể cung cấp một sân vận động phù hợp và UEFA không cho phép họ chơi các trận đấu trên sân nhà ở nước ngoài.[9][10]

## Lịch thi đấu vòng loại và đấu bảng
| Giai đoạn               | Vòng               | Ngày thi đấu         | Lượt đi                                 | Lượt về                                 |
| ----------------------- | ------------------ | -------------------- | --------------------------------------- | --------------------------------------- |
| Vòng loại               | Vòng loại đầu tiên | 20 tháng 6 năm 2016  | 28 và 29 tháng 6 năm 2016               | 5 và 6 tháng 7 năm 2016                 |
| Vòng loại               | Vòng loại thứ hai  | 20 tháng 6 năm 2016  | 12 và 13 tháng 7 năm 2016               | 19 và 20 tháng 7 năm 2016               |
| Vòng loại               | Thứ ba vòng loại   | 15 tháng 7 năm 2016  | 26 và 27 tháng 7 năm 2016               | 2 và 3 tháng 8 năm 2016                 |
| Vòng Play-off           | Chơi               | 5 tháng 8 năm 2016   | 16 và 17 tháng 8 năm 2016               | 23 và 24 tháng 8 năm 2016               |
| Vòng đấu bảng           | Vòng 1             | 25 tháng 8 năm 2016  | 13-14 tháng 9 năm 2016                  | 13-14 tháng 9 năm 2016                  |
| Vòng đấu bảng           | Vòng 2             | 25 tháng 8 năm 2016  | 27-28 tháng 9 năm 2016                  | 27-28 tháng 9 năm 2016                  |
| Vòng đấu bảng           | Vòng 3             | 25 tháng 8 năm 2016  | 18-19 ngày 2016                         | 18-19 ngày 2016                         |
| Vòng đấu bảng           | Vòng 4             | 25 tháng 8 năm 2016  | 1-2 ngày 2016                           | 1-2 ngày 2016                           |
| Vòng đấu bảng           | Vòng 5             | 25 tháng 8 năm 2016  | 22 và 23 tháng 11 năm 2016              | 22 và 23 tháng 11 năm 2016              |
| Vòng đấu bảng           | Vòng 6             | 25 tháng 8 năm 2016  | Đạt 6-7 tháng 12 năm 2016               | Đạt 6-7 tháng 12 năm 2016               |
| Vòng đấu loại trực tiếp | Vòng 16            | 12 tháng 12 năm 2016 | 14 và 15 & 21-22 ngày 2017              | 7-8 và 14 và 15 Tháng 2017              |
| Vòng đấu loại trực tiếp | Tứ kết             | 17 tháng 4 năm 2017  | 11 và 12 tháng tư 2017                  | 18-19 ngày 2017                         |
| Vòng đấu loại trực tiếp | Bán kết            | 21 tháng 4 năm 2017  | 2-3 Có thể 2017                         | 9-10 Có thể 2017                        |
| Vòng đấu loại trực tiếp | Chung kết          | 03 tháng 6 năm 2017  | tại thiên niên Kỷ Sân vận động, Cardiff | tại thiên niên Kỷ Sân vận động, Cardiff |

## Vòng loại

### Vòng loại đầu tiên
Phần rút thăm vòng loại thứ nhất và vòng loại thứ hai được tổ chức vào ngày 20 tháng 6 năm 2016. lượt đi were played on 28 June, and the second legs were played on 5 and ngày 6 tháng 7 năm 2016.

## Vòng bảng
| Tiebreakers |
| --- |
| Các đội được xếp hạng theo điểm (3 điểm cho một chiến thắng, 1 điểm cho một hòa, 0 điểm cho một trận thua). Nếu hai hoặc nhiều đội đều bình đẳng về điểm khi kết thúc trận đấu theo nhóm, các tiêu chí sau được áp dụng theo thứ tự xác định xếp hạng (quy định Điều 17.01): 1. Số điểm cao hơn có được trong các trận đấu giữa các đội trong số các đội được đề cập; 2. Cao hơn sự khác biệt mục tiêu từ các trận đấu nhóm chơi giữa các đội đang đề cập; 3. Số bàn thắng ghi được nhiều hơn trong các trận đấu giữa các đội đang được bàn đến; 4. Số bàn thắng ghi được nhiều hơn từ sân nhà trong các trận đấu giữa các đội được chơi trong số các đội được hỏi; 5. Nếu sau khi áp dụng các tiêu chí từ 1 đến 4, các đội vẫn có xếp hạng ngang nhau, các tiêu chí từ 1 đến 4 chỉ được sử dụng lại cho các trận đấu giữa các đội trong câu hỏi để xác định thứ hạng cuối cùng của họ. Nếu thủ tục này không dẫn đến quyết định, áp dụng các tiêu chí từ 6 đến 12; 6. Cao hơn mục tiêu khác biệt trong tất cả các trận đấu nhóm; 7. Số bàn thắng ghi được trong tất cả các trận đấu của nhóm; 8. Số bàn thắng ghi được trong tất cả các trận đấu của nhóm; 9. Số lần thắng trong tất cả các trận đấu nhóm; 10. Số trận thắng nhiều hơn trong tất cả các trận đấu nhóm; 11. Điểm thấp hơn tổng số chỉ dựa trên thẻ vàng và đỏ nhận được trong tất cả các trận đấu nhóm (thẻ đỏ = 3 điểm, vàng = 1 điểm, đuổi 2 thẻ vàng trong một trận = 3 điểm); 12. Hệ số câu lạc bộ cao hơn. |

### Bảng A
| VT | Đội                 | ST | T | H | B | BT | BB | HS  | Đ  | Giành quyền tham dự             |  | ARS | PSG | LUD | BAS |
| -- | ------------------- | -- | - | - | - | -- | -- | --- | -- | ------------------------------- |  | --- | --- | --- | --- |
| 1  | Arsenal             | 6  | 4 | 2 | 0 | 18 | 6  | +12 | 14 | Đi tiếp vào vòng loại trực tiếp |  | —   | 2–2 | 6–0 | 2–0 |
| 2  | Paris Saint-Germain | 6  | 3 | 3 | 0 | 13 | 7  | +6  | 12 | Đi tiếp vào vòng loại trực tiếp |  | 1–1 | —   | 2–2 | 3–0 |
| 3  | Ludogorets Razgrad  | 6  | 0 | 3 | 3 | 6  | 15 | −9  | 3  | Chuyển qua Europa League        |  | 2–3 | 1–3 | —   | 0–0 |
| 4  | Basel               | 6  | 0 | 2 | 4 | 3  | 12 | −9  | 2  |                                 |  | 1–4 | 1–2 | 1–1 | —   |

### Bảng B
| VT | Đội         | ST | T | H | B | BT | BB | HS | Đ  | Giành quyền tham dự             |  | NAP | BEN | BES | DK  |
| -- | ----------- | -- | - | - | - | -- | -- | -- | -- | ------------------------------- |  | --- | --- | --- | --- |
| 1  | Napoli      | 6  | 3 | 2 | 1 | 11 | 8  | +3 | 11 | Đi tiếp vào vòng loại trực tiếp |  | —   | 4–2 | 2–3 | 0–0 |
| 2  | Benfica     | 6  | 2 | 2 | 2 | 10 | 10 | 0  | 8  | Đi tiếp vào vòng loại trực tiếp |  | 1–2 | —   | 1–1 | 1–0 |
| 3  | Beşiktaş    | 6  | 1 | 4 | 1 | 9  | 14 | −5 | 7  | Chuyển qua Europa League        |  | 1–1 | 3–3 | —   | 1–1 |
| 4  | Dynamo Kyiv | 6  | 1 | 2 | 3 | 8  | 6  | +2 | 5  |                                 |  | 1–2 | 0–2 | 6–0 | —   |

### Bảng C
| VT | Đội                      | ST | T | H | B | BT | BB | HS  | Đ  | Giành quyền tham dự             |  | BAR | MC  | MGB | CEL |
| -- | ------------------------ | -- | - | - | - | -- | -- | --- | -- | ------------------------------- |  | --- | --- | --- | --- |
| 1  | Barcelona                | 6  | 5 | 0 | 1 | 20 | 4  | +16 | 15 | Đi tiếp vào vòng loại trực tiếp |  | —   | 4–0 | 4–0 | 7–0 |
| 2  | Manchester City          | 6  | 2 | 3 | 1 | 12 | 10 | +2  | 9  | Đi tiếp vào vòng loại trực tiếp |  | 3–1 | —   | 4–0 | 1–1 |
| 3  | Borussia Mönchengladbach | 6  | 1 | 2 | 3 | 5  | 12 | −7  | 5  | Chuyển qua Europa League        |  | 1–2 | 1–1 | —   | 1–1 |
| 4  | Celtic                   | 6  | 0 | 3 | 3 | 5  | 16 | −11 | 3  |                                 |  | 0–2 | 3–3 | 0–2 | —   |

### Bảng D
| VT | Đội             | ST | T | H | B | BT | BB | HS | Đ  | Giành quyền tham dự             |  | ATL | BAY | RST | PSV |
| -- | --------------- | -- | - | - | - | -- | -- | -- | -- | ------------------------------- |  | --- | --- | --- | --- |
| 1  | Atlético Madrid | 6  | 5 | 0 | 1 | 7  | 2  | +5 | 15 | Đi tiếp vào vòng loại trực tiếp |  | —   | 1–0 | 2–1 | 2–0 |
| 2  | Bayern Munich   | 6  | 4 | 0 | 2 | 14 | 6  | +8 | 12 | Đi tiếp vào vòng loại trực tiếp |  | 1–0 | —   | 5–0 | 4–1 |
| 3  | Rostov          | 6  | 1 | 2 | 3 | 6  | 12 | −6 | 5  | Chuyển qua Europa League        |  | 0–1 | 3–2 | —   | 2–2 |
| 4  | PSV Eindhoven   | 6  | 0 | 2 | 4 | 4  | 11 | −7 | 2  |                                 |  | 0–1 | 1–2 | 0–0 | —   |

### Bảng E
| VT | Đội               | ST | T | H | B | BT | BB | HS | Đ  | Giành quyền tham dự             |  | MON | LEV | TOT | CSKA |
| -- | ----------------- | -- | - | - | - | -- | -- | -- | -- | ------------------------------- |  | --- | --- | --- | ---- |
| 1  | Monaco            | 6  | 3 | 2 | 1 | 9  | 7  | +2 | 11 | Đi tiếp vào vòng loại trực tiếp |  | —   | 1–1 | 2–1 | 3–0  |
| 2  | Bayer Leverkusen  | 6  | 2 | 4 | 0 | 8  | 4  | +4 | 10 | Đi tiếp vào vòng loại trực tiếp |  | 3–0 | —   | 0–0 | 2–2  |
| 3  | Tottenham Hotspur | 6  | 2 | 1 | 3 | 6  | 6  | 0  | 7  | Chuyển qua Europa League        |  | 1–2 | 0–1 | —   | 3–1  |
| 4  | CSKA Moscow       | 6  | 0 | 3 | 3 | 5  | 11 | −6 | 3  |                                 |  | 1–1 | 1–1 | 0–1 | —    |

### Bảng F
| VT | Đội               | ST | T | H | B | BT | BB | HS  | Đ  | Giành quyền tham dự             |  | DOR | RM  | LEG | SPO |
| -- | ----------------- | -- | - | - | - | -- | -- | --- | -- | ------------------------------- |  | --- | --- | --- | --- |
| 1  | Borussia Dortmund | 6  | 4 | 2 | 0 | 21 | 9  | +12 | 14 | Đi tiếp vào vòng loại trực tiếp |  | —   | 2–2 | 8–4 | 1–0 |
| 2  | Real Madrid       | 6  | 3 | 3 | 0 | 16 | 10 | +6  | 12 | Đi tiếp vào vòng loại trực tiếp |  | 2–2 | —   | 5–1 | 2–1 |
| 3  | Legia Warsaw      | 6  | 1 | 1 | 4 | 9  | 24 | −15 | 4  | Chuyển qua Europa League        |  | 0–6 | 3–3 | —   | 1–0 |
| 4  | Sporting CP       | 6  | 1 | 0 | 5 | 5  | 8  | −3  | 3  |                                 |  | 1–2 | 1–2 | 2–0 | —   |

### Bảng G
| VT | Đội            | ST | T | H | B | BT | BB | HS  | Đ  | Giành quyền tham dự             |  | LEI | POR | KOB | BRU |
| -- | -------------- | -- | - | - | - | -- | -- | --- | -- | ------------------------------- |  | --- | --- | --- | --- |
| 1  | Leicester City | 6  | 4 | 1 | 1 | 7  | 6  | +1  | 13 | Đi tiếp vào vòng loại trực tiếp |  | —   | 1–0 | 1–0 | 2–1 |
| 2  | Porto          | 6  | 3 | 2 | 1 | 9  | 3  | +6  | 11 | Đi tiếp vào vòng loại trực tiếp |  | 5–0 | —   | 1–1 | 1–0 |
| 3  | Copenhagen     | 6  | 2 | 3 | 1 | 7  | 2  | +5  | 9  | Chuyển qua Europa League        |  | 0–0 | 0–0 | —   | 4–0 |
| 4  | Club Brugge    | 6  | 0 | 0 | 6 | 2  | 14 | −12 | 0  |                                 |  | 0–3 | 1–2 | 0–2 | —   |

### Bảng H
| VT | Đội           | ST | T | H | B | BT | BB | HS  | Đ  | Giành quyền tham dự             |  | JUV | SEV | LYO | DZG |
| -- | ------------- | -- | - | - | - | -- | -- | --- | -- | ------------------------------- |  | --- | --- | --- | --- |
| 1  | Juventus      | 6  | 4 | 2 | 0 | 11 | 2  | +9  | 14 | Đi tiếp vào vòng loại trực tiếp |  | —   | 0–0 | 1–1 | 2–0 |
| 2  | Sevilla       | 6  | 3 | 2 | 1 | 7  | 3  | +4  | 11 | Đi tiếp vào vòng loại trực tiếp |  | 1–3 | —   | 1–0 | 4–0 |
| 3  | Lyon          | 6  | 2 | 2 | 2 | 5  | 3  | +2  | 8  | Chuyển qua Europa League        |  | 0–1 | 0–0 | —   | 3–0 |
| 4  | Dinamo Zagreb | 6  | 0 | 0 | 6 | 0  | 15 | −15 | 0  |                                 |  | 0–4 | 0–1 | 0–1 | —   |

## Vòng đấu loại trực tiếp
Trong vòng knock-out, các đội chơi với nhau trên 2 lượt trên cơ sở một mình, ngoại trừ trận chung kết một trận. Cơ chế rút thăm cho mỗi vòng như sau:
- Trong vòng rút thăm vòng 16 đội, 8 đội chiến thắng trong nhóm đã được gieo hạt giống, và tám vận động viên của đội sẽ không được chọn làm hạt giống. Các đội hạt giống được đưa ra thi đấu lại các đội còn lại, với các đội hạt giống lưu trữ các lượt về. Không thể so sánh các đội từ cùng một nhóm hoặc hiệp hội tương tự nhau.
- Trong trận hòa cho trận tứ kết trở đi, không có hạt giống, và các đội từ cùng một nhóm hoặc cùng một liên đoàn có thể được đấu với nhau.

### Vòng 16 đội
Bốc thăm vòng 16 đội được tổ chức vào ngày 12 tháng 12 năm 2016. lượt đi được thi đấu vào ngày 14, 15, 21 và 22 tháng 2 năm 2016, và lượt về sẽ đấy vào ngày 7, 8, 14 và 15 tháng 3 năm 2017.
| Đội 1               | TTS  | Đội 2             | Lượt đi | Lượt về |
| ------------------- | ---- | ----------------- | ------- | ------- |
| Manchester City     | 6-6  | Monaco            | 5–3     | 1-3     |
| Real Madrid         | 6–2  | Napoli            | 3–1     | 3–1     |
| Benfica             | 1–4  | Borussia Dortmund | 1–0     | 0–4     |
| Bayern Munich       | 10–2 | Arsenal           | 5–1     | 5–1     |
| Porto               | 0-3  | Juventus          | 0–2     | 0-1     |
| Bayer Leverkusen    | 2-4  | Atlético Madrid   | 2–4     | 0-0     |
| Paris Saint-Germain | 5–6  | Barcelona         | 4–0     | 1–6     |
| Sevilla             | 2-3  | Leicester City    | 2–1     | 0-2     |

### Tứ kết
Lễ bốc thăm vòng tứ kết được tổ chức ngày 17 tháng 3 năm 2017. Lượt đi được chơi vào ngày 11 và 12 tháng 4, và lượt về được chơi vào ngày 18 và 19 tháng 4 năm 2017.
| Đội 1             | TTS | Đội 2          | Lượt đi | Lượt về      |
| ----------------- | --- | -------------- | ------- | ------------ |
| Atlético Madrid   | 2–1 | Leicester City | 1–0     | 1–1          |
| Borussia Dortmund | 3–6 | Monaco         | 2–3     | 1–3          |
| Bayern Munich     | 3–6 | Real Madrid    | 1–2     | 2–4 (s.h.p.) |
| Juventus          | 3–0 | Barcelona      | 3–0     | 0–0          |

### Bán kết
Lê bốc thăm vòng bán kết vào ngày 21 tháng 4 năm 2017. Lượt đi được chơi vào ngày 2 và 3 tháng 5, và lượt về được chơi vào ngày 9 và 10 tháng 5 năm 2017.
| Đội 1       | TTS | Đội 2           | Lượt đi | Lượt về |
| ----------- | --- | --------------- | ------- | ------- |
| Real Madrid | 4-2 | Atlético Madrid | 3–0     | 1-2     |
| Monaco      | 1-4 | Juventus        | 0–2     | 1-2     |

### Chung kết
Trận chung kết được diễn ra vào ngày 3 tháng 6 năm 2017 tại Sân vận động Thiên niên kỷ ở Cardiff, xứ Wales.
| Juventus      | 1–4      | Real Madrid                                     |
| ------------- | -------- | ----------------------------------------------- |
| Mandžukić 27' | Chi tiết | - Ronaldo 20', 64' - Casemiro 61' - Asensio 90' |